# 秦加林
秦加林（1919年3月25日—2002年9月3日），原名秦家麟，浙江省鄞县姜山镇秦叶村人，中华人民共和国政治人物、外交官。

## 生平
1936年参加革命，加入上海国难教育社。次年加入中国共产党，不久任中共宁波县委书记；1938年，参加新四军。1941年12月，任一区（今高作镇）区委书记兼区队长、政委；1944年3月，先后任《盐阜报》、《盐阜大众报》社长，《苏北日报》、《新华日报》（华中版）总编辑。
中华人民共和国成立后，担任中华人民共和国外交部新闻司副司长（1962年10月20日任命），1964年10月和1974年两度担任新闻司司长。1977年，接替岳良，担任中华人民共和国驻丹麦大使。1982年，由丁雪松接任，其担任中华人民共和国驻摩洛哥大使。
2002年9月3日去世。